# 魯斯 (內華達州)
魯斯（英語：Ruth）是位於美國內華達州白松縣的普查規定居民點。

## 歷史
魯斯的郵局自1904年營運至今。

## 人口
根據2020年美國人口普查的數據，魯斯的面積為0.90平方千米，皆為陸地。當地共有人口371人，而人口密度為每平方千米412.22人。